# Gabriel Belot
Pour les articles homonymes, voir Belot.
Gabriel Belot, né le 6 novembre 1882 dans le 11e arrondissement de Paris et mort le 4 novembre 1962 à Méounes-lès-Montrieux, est un poète, peintre et graveur français.

## Biographie
Né dans une famille pauvre le 6 novembre 1882 dans le 11e arrondissement de Paris, il devient orphelin à 8 ans et doit rapidement travailler pour vivre. Ouvrier chez un relieur durant quatorze années, il participe à la Première Guerre mondiale puis, après guerre, travaille dans une usine.
Déjà remarqué pour ses dessins dans son enfance, il est membre de la Société des artistes Indépendants dès 1910. En 1911 il expose au Salon des indépendants et commence la gravure sur bois. On le retrouve de façon régulière à ce Salon jusqu'en 1927,. Il réalise ainsi seul l'ouvrage L'Ile Saint-Louis, un recueil de proses et d'illustrations dont l'ensemble (images en noir, texte, camaïeu, reliure) est de sa main. Édouard-Joseph écrit dans son Dictionnaire biographique des artistes contemporains au sujet de cette œuvre : « Cet incunable pré-typographique, véritable chef-d’œuvre de technique et de sentiment, rappelant les plus belles créations médiévales, attira l'attention des lettrés et des éditeurs... »
Belot était très lié à Romain Rolland et illustra pour lui le livre Colas Breugnon en 1924.
On lui doit de très nombreuses gravures, des vues de Paris, des lettrines, des aquarelles, des tableaux à l'huile, dessins, natures-mortes, paysages de l'Yonne et du Jura etc.
Il expose en 1933 à la Galerie Émile Martin. Sociétaire de la Société nationale des beaux-arts, il y expose régulièrement de 1914 à 1936,. Belot expose essentiellement sur Liège et Bruxelles. Vice-président de la Société de la gravure originale, une grande partie de son œuvre est conservé au Musée Carnavalet. On peut encore voir d'autres de ses travaux aux Musées de Rabat, Nantes, Tours, Tokyo, le musée des Beaux-Arts de Reims possède une version de l'album, de 1917, Les Permissionnaires, et dans des collections privées.
Gabriel Belot meurt le 4 novembre 1962 à Méounes-lès-Montrieux.
Une rue de Dijon porte son nom.

## Œuvres

### Poésies, illustrations et gravures
- Les Permissionnaires, 1917
- L'Ile Saint Louis, 1917. Tirage à 66 exemplaires (10 Japon avec suite en noir, 50 Chine et "6 exemplaires offerts")
- Le Bonheur d'aimer, 1917
- Proses et bois originaux, d'Alignan 1919
- Pour être heureux, Hellen, 1919
- Cinq proses, cinq bois, d'Alignan, 1920
- Pierre et Luce de Romain Rolland, 1921
- Une Brute, prose et dessins, d'Alignan, 1921
- Les Chansons de Miarka de Jean Richepin, Blanchetière, 1923
- Le voyage de la rue des Écouffes à la rue des Rosiers de Raymond Hesse, Blanchetière, 1923
- Le Curé de Tours d'Honoré de Balzac, bois, Ollendorff, 1924
- Les Chemins de mon pays de Ker Frank-Houx, Ollendorff, 1924
- Colas Breugnon de Romain Rolland, Ollendorff, 1924
- Crainquebille et divers contes d'Anatole France, Calmann-Lévy, 1925
- La Passion de Vincent Vingeame de Marc Elder, Ferenczi, 1925
- Cœurs fragiles de Marc Elder, Delpeuch 1928

### Grands bois
- Beethoven
- La Mort et le Bûcherons
- Le Monde tourne
- La Nativité
- L'Orage
- La Sortie de la Forêt
- Le chemin de la Biche

### Peintures
- Les poupées, 1912
- L'homme à la fenêtre, 1913
- Le joueur d'orgue, 1914
- Les bouquinistes, 1914
- Saint Julien le Pauvre, 1915
- Le gardien de nuit, 1915
- La boucherie, 1915
- La neige sur les toits, 1917
- Neige au parc Montsouris, 1918
- Le citron, 1919
- Les haleurs, 1919
- La marchande de fleurs, 1920
- La passerelle d'Austerlitz, 1920
- Le petit moulin, 1921
- Le grand moulin, 1922
- L'enfant au gâteau, 1922
- L'homme couché, 1922
- La plage de Cayeux, 1923
- Chien et chat, 1923
- Le moulin aux cochons, 1923
- Femme sur un divan, 1924
- Dahlias, 1924
- Trois poissons dans un bocal, 1925
- Les roses
- Les lapins, la grenouille et la tortue

### Bois gravés
- Les arbres aux corbeaux
- Le graveur (camaïeu)
- Le vieil ébéniste (camaïeu)
- Les permissionnaires (dix planches).
- Portrait de Romain Rolland
- L'adoration des bergers (trois blanches)
- Portrait de Shakespeare
- Beauté juive
- Les illusions (trois planches)
- Portrait de l'artiste
- La Mort et le Bûcheron (deux planches)
- L'amant d'Amanda, chanson (quatre bois)
- Dix-huit ex-libris et remarques

## Pour approfondir